# یکاترینوفکا (شهرستان بلبیفسکی، باشقیرستان)
یکاترینوفکا (به لاتین: Yekaterinovka) یک منطقهٔ مسکونی در روسیه است که در باشقیرستان واقع شده‌است.